# Jiangxi International Women's Tennis Open 2018
Jiangxi International Women's Tennis Open 2018 — професійний тенісний турнір, що проходив на кортах з твердим покриттям у Наньчані (Китай). Відбувся вп'яте. Належав до категорії International в рамках Туру WTA 2018. Тривав з 23 до 29 липня 2018 року.

## Очки і призові

### Нарахування очок
| Дисципліна       | П   | Ф   | ПФ  | ЧФ | 1/8 | 1/16 | Q   | Q2  | Q1  |
| Одиночний розряд | 280 | 180 | 110 | 60 | 30  | 1    | 18  | 12  | 1   |
| Парний розряд    | 280 | 180 | 110 | 60 | 1   | Н/Д  | Н/Д | Н/Д | Н/Д |

### Призові гроші
| Дисципліна       | П       | Ф       | ПФ      | ЧФ     | 1/8    | 1/16   | Q2     | Q1   |
| Одиночний розряд | $43,000 | $21,400 | $11,500 | $6,175 | $3,400 | $2,100 | $1,020 | $600 |
| Парний розряд    | $12,300 | $6,400  | $3,435  | $1,820 | $960   | Н/Д    | Н/Д    | Н/Д  |

## Учасниці основної сітки в одиночному розряді

### Сіяні учасниці
| Країна | Гравчиня        | Рейтинг1 | Сіяна |
| ------ | --------------- | -------- | ----- |
| КНР    | Ч Шуай          | 30       | 1     |
| КНР    | Ван Цян         | 80       | 2     |
| Польща | Магда Лінетт    | 82       | 3     |
| Японія | Курумі Нара     | 99       | 4     |
| Росія  | Віталія Дяченко | 107      | 5     |
| КНР    | Чжен Сайсай     | 112      | 6     |
| КНР    | Дуань Інін      | 114      | 7     |
| КНР    | Хань Сіньюнь    | 126      | 8     |

- Рейтинг подано станом на 16 липня 2018

### Інші учасниці
Нижче наведено учасниць, які отримали вайлдкард на участь в основній сітці:
- Ян Чжаосюань
- Ч Шуай
- Чжен Ушуан

Такі учасниці отримали право на участь в основній сітці завдяки захищеному рейтингові:
- Маргарита Гаспарян

Нижче наведено гравчинь, які пробились в основну сітку через стадію кваліфікації:
- Хірото Кувата
- Liang En-shuo
- Пеангтарн Пліпич
- Кармен Тханді
- Сюй Шилінь
- Сюнь Фан'їн

Такі тенісистки потрапили в основну сітку як Щасливі лузери:
- Момоко Коборі
- Намігата Дзюнрі

### Відмовились від участі
- Яна Чепелова → її замінила  Аяно Сімідзу
- Бояна Йовановська-Петрович → її замінила  Лу Цзінцзін
- Крістіна Кучова → її замінила  Лу Цзяцзін
- Пен Шуай → її замінила  Чан Су Джон
- Конні Перрен → її замінила  Момоко Коборі
- Аранча Рус → її замінила  Анкіта Райна
- Ян Чжаосюань → її замінила  Намігата Дзюнрі

### Знялись
- Віталія Дяченко

## Учасниці основної сітки в парному розряді

### Сіяні пари
| Країна    | Гравчиня     | Країна | Гравчиня          | Рейтинг1 | Сіяна |
| --------- | ------------ | ------ | ----------------- | -------- | ----- |
| Японія    | Ері Нодзумі  | Росія  | Валерія Савіних   | 153      | 1     |
| КНР       | Дуань Інін   | КНР    | Хань Сіньюнь      | 192      | 2     |
| США       | Жаклін Како  | Індія  | Прартхана Томбаре | 239      | 3     |
| Австралія | Нейкта Бейнз | КНР    | Є Цююй            | 277      | 4     |

- Рейтинг подано станом на 16 липня 2018

### Інші учасниці
Нижче наведено пари, які отримали вайлдкард на участь в основній сітці:
- Лю Яньні /  Юань Юе
- Сунь Сюйлю /  Чжен Ушуан

## Переможниці та фіналістки

### Одиночний розряд
- Ван Цян —  Чжен Сайсай 7–5, 4–0 ret.

### Парний розряд
- Цзян Сіньюй /  Тан Цяньхуей —  Лу Цзінцзін /  Ю Сяоді, 6–4, 6–4